# Takashi Abe
Takashi Abe (jap. 安部 崇士, Abe Takashi; * 15. Juli 1997 in der Präfektur Osaka) ist ein japanischer Fußballspieler.

## Karriere
Takashi Abe erlernte das Fußballspielen in der Schulmannschaft der Toko Gakuen High School sowie in der Universitätsmannschaft der Chūō-Universität. Seinen ersten Vertrag unterschrieb er 2020 bei Tokushima Vortis. Der Verein aus Tokushima spielte in der zweiten japanischen Liga, der J2 League. Mit Vortis feierte er 2020 die Zweitligameisterschaft und den Aufstieg in die erste Liga. Am 1. Juni 2021 wechselte er auf Leihbasis zum Zweitligisten Fagiano Okayama. Für Fagiano absolvierte er 24 Zweitligaspiele. Nach der Saison 2021 kehrte er zu Tokushima zurück. Nach insgesamt 76 Ligaspielen wechselte er im Januar 2024 zum Zweitligisten Montedio Yamagata.

## Erfolge
Tokushima Vortis
- Japanischer Zweitligameister: 2020  ▲